# Schwelmer Straße 5

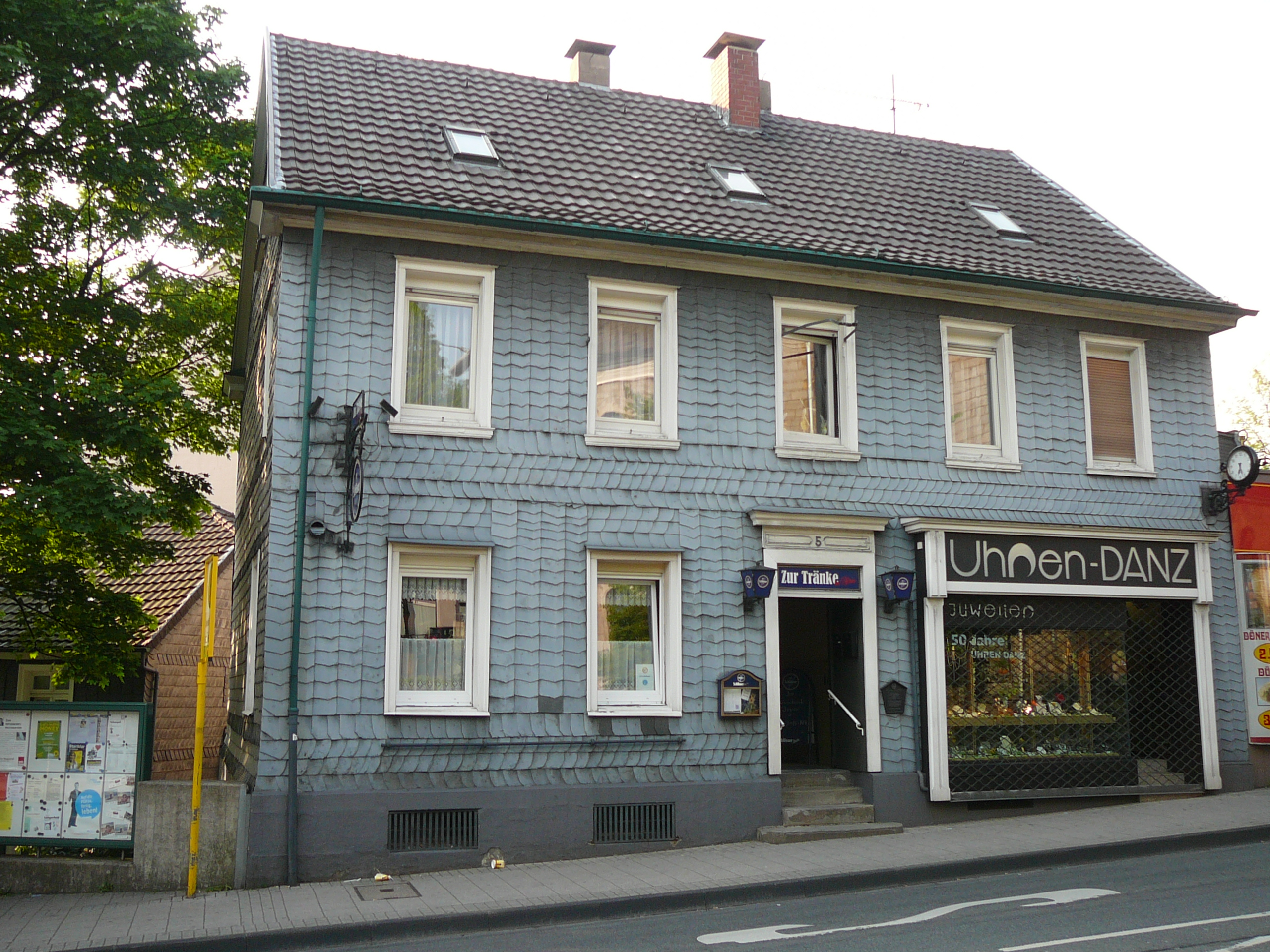
Schwelmer Straße 5

Das zweigeschossige Wohn- und Geschäftshaus Schwelmer Straße 5 in Wuppertal-Langerfeld wurde 1874 an der neuen Hauptstraße, die 1832 erbaut wurde, als Gaststätte für durchreisende Fuhrleute errichtet. Zwei Eisenstangen an der Straßenfront, um Pferde anzubinden, weisen noch auf die ursprünglichen Nutzung hin. Das Fachwerkhaus ist verschiefert und mit einem Satteldach überdeckt.
Noch heute wird eine Seite des Erdgeschosses als Gaststätte genutzt, die andere Seite als Verkaufsraum für ein Uhrengeschäft.
Das Gebäude bildet mit den Häusern Odoakerstraße 1 und 3 sowie der Schwelmer Straße 8 ein Gebäudeensemble um die Alte Kirche und stellt den historischen Ortskern Langerfelds dar.
Am 19. April 1989 wurde das Haus als Baudenkmal in die Denkmalliste der Stadt Wuppertal eingetragen.